# Aung San Suu Kyi
Cette page contient des caractères spéciaux ou non latins. S’ils s’affichent mal (▯, ?, etc.), consultez la page d’aide Unicode.
Aung San Suu Kyi est un nom birman ; les principes des noms et prénoms ne s'appliquent pas ; U et Daw sont des titres de respect.
Daw Aung San Suu Kyi (en birman : အောင်ဆန်းစုကြည် / , MLCTS : aung hcan: cu. krany, prononcé : /àʊɴ sʰáɴ sṵ tɕì/), née le 19 juin 1945 à Rangoun, est une femme d'État birmane. Figure de l'opposition non violente à la dictature militaire de son pays, lauréate du prix Nobel de la paix en 1991, elle est de facto chef du gouvernement de 2016 à 2021.
Elle est la fille du partisan de l'indépendance birmane Aung San, qui est assassiné alors qu'elle a deux ans. En 1988, elle cofonde et devient secrétaire générale de la Ligue nationale pour la démocratie (LND), un parti politique opposé à la junte militaire au pouvoir. En 1990, le gouvernement militaire annule les élections législatives, remportées par la LND, et place Aung San Suu Kyi en résidence surveillée. Durant son enfermement, celle-ci bénéficie d'un important soutien international et se voit attribuer le prix Nobel de la paix. Elle est libérée en 2010.
Élue députée à l'issue des élections partielles de 2012, elle mène son parti à la victoire aux législatives de 2015, organisées plus librement que les précédentes. L'année suivante, alors qu'une disposition constitutionnelle l'empêche de devenir présidente de la République, elle est nommée ministre des Affaires étrangères, conseillère spéciale de l'État et porte-parole de la Présidence, sa position étant celle d'un chef de gouvernement de facto.
Bien que la Birmanie ait entamé une transition démocratique, le gouvernement auquel elle participe doit composer avec une armée toujours très puissante, notamment en raison de la Constitution de 2008, ce qui la contraint à faire des compromis. Elle fait également l'objet de critiques dans le monde en raison de son attitude durant les exactions de l'armée envers les Rohingya, groupe ethnique de confession musulmane, défendant son pays devant les instances internationales et récusant l’accusation de génocide.
En février 2021, quelques mois après des élections ayant renforcé sa majorité au Parlement, elle est renversée par un coup d'État militaire, tout comme d’autres dirigeants élus et nombre de ses partisans. Alors qu’elle se voit à nouveau assignée à résidence, des manifestations d’envergure sont réprimées par l’armée (plus d'un millier de civils tués). Elle est dans le même temps condamnée à plusieurs années d’emprisonnement.

## Situation personnelle
Aung San Suu Kyi est la fille du général Aung San, qui a négocié l'indépendance de la Birmanie, et de son épouse, Khin Kyi. Son nom est composé du patronyme (Aung San) de son père et des prénoms de sa grand-mère maternelle (Suu) et de sa mère (Kyi).
Le 19 juillet 1947, presque six mois avant l'indépendance, son père est assassiné, avec les membres de son cabinet, par un rival politique, U Saw. Après la disparition de Aung San, son épouse et ses trois enfants vivent à Rangoun, à l'époque capitale du pays. Aung San Lin, un des deux frères de Suu Kyi, meurt accidentellement alors qu’elle avait huit ans.
Sa mère commence à s'engager dans les milieux sociaux et publics, gagne peu à peu une certaine importance dans le paysage politique du gouvernement des années 1950 et 1960 puis est nommée ambassadrice de la Birmanie en 1960 à Delhi, en Inde. Suu Kyi étudie à l’École anglaise catholique de Birmanie puis rejoint sa mère en Inde afin de terminer ses études secondaires au Lady Shri Ram College for Women (en) à New Delhi en 1964.
Suu Kyi part ensuite pour la Grande-Bretagne, où elle suit un cursus de philosophie, politique et économie au St Hugh's College d'Oxford de 1964 à 1968.
En 1969, âgée de 24 ans, elle part pour New York et entame un second cycle d'études supérieures, qu'elle abandonne après quelques semaines. Elle est hébergée pendant trois ans par sa compatriote Ma Than E, en poste au siège de l'Organisation des Nations unies, où Suu Kyi devient secrétaire-assistante du comité des questions administratives et budgétaires.
En 1972, elle se marie à Michael Aris, un jeune homme rencontré à Oxford alors qu’il étudiait les civilisations tibétaines. En 1973, Suu Kyi donne naissance à son premier enfant, Alexander, à Londres. En 1977, elle a un second enfant, Kim, né à Oxford. Suu Kyi vit alors entre le Royaume-Uni et le Bhoutan, pays où habite son mari, car il fait à cette époque[Quand ?] une étude sur l’Himalaya et le Tibet. Aris est mort le jour de son 53e anniversaire, le 27 mars 1999, des suites d'un cancer de la prostate. Depuis que sa femme avait été placée pour la première fois en résidence surveillée en 1989, il n'avait pu la voir que cinq fois, et pour la dernière, à Noël 1995.
Outre le birman, Aung San Suu Kyi parle couramment l'anglais et pourrait pratiquer le français qu'elle a appris sur cassettes audio durant ses années d'isolement.
En 1985, elle s'inscrit à l'École des études orientales et africaines de Londres pour préparer un master en philosophie, mais en 1988 elle abandonne cette formation universitaire pour aller au chevet de sa mère, malade en Birmanie.

## Parcours politique

### Débuts
En 1988, Aung San Suu Kyi retourne vivre en Birmanie afin de s’occuper de sa mère, vieillissante. Cette année-là, le général Ne Win, chef du parti socialiste au pouvoir, perd peu à peu le contrôle du pays. Des manifestations pro-démocratiques éclatent. Elles sont violemment réprimées par l’armée. Une nouvelle junte militaire, le Conseil d'État pour la restauration de la Loi et de l'Ordre, prend le pouvoir le 18 septembre 1988.
Fortement influencée par la philosophie non violente du Mahatma Gandhi, Suu Kyi entre en politique. Sa première intervention publique a lieu le 26 août 1988, à la pagode Shwedagon. En septembre 1988, avec les anciens généraux Aung Gyi et Tin Oo, elle annonce la création d'un nouveau parti, la Ligue nationale pour la démocratie (LND), qui appelle à des réformes démocratiques. Les cofondateurs s'attribuent les postes de président, vice-président, et secrétaire général (pour Aung San Suu Kyi), et encouragent la grève générale qui dure depuis un mois.

### Détentions

#### Placement en résidence surveillée
Le 20 juillet 1989, elle est arrêtée par le gouvernement militaire, avec son bras droit, Tin Oo, pour trouble à l'ordre public. Elle reste assignée à résidence pendant six ans.

#### Élections de 1990 et conséquences
Sous la pression populaire, la junte militaire organise des élections générales le 27 mai 1990. Le scrutin est très largement remporté par le parti de Suu Kyi, la Ligue nationale pour la démocratie, qui obtient 58,7 % des voix et 392 des 492 sièges de l'assemblée, contre 21 % des voix et dix sièges pour le parti soutenant le pouvoir militaire.

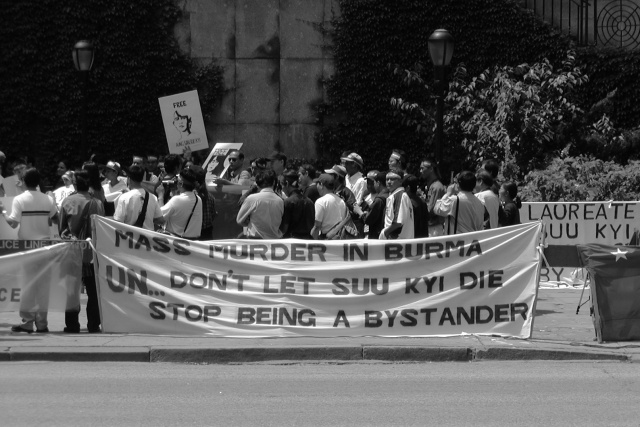
Manifestation au siège de l'ONU à New York, le 9 juin 2003.

Les députés élus ne sont pas autorisés à siéger. Le 28 juillet 1990, la junte militaire annonce que la formation d'un gouvernement ne pourra se faire qu'après un long processus d'élaboration d'une constitution, laquelle devra recevoir l'agrément des militaires, puis un aval référendaire. Le 30 juillet 1990, le congrès de la LND, en l'absence des dirigeants Suu Kyi et Tin Oo, placés en résidences surveillées, refuse ce programme. Une répression s'ensuit.
Suu Kyi reçoit le prix Sakharov et le prix Rafto, puis le prix Nobel de la paix l'année suivante, en 1991.
L'un de ses discours les plus connus, Libérez-nous de la peur (Freedom from Fear), commence ainsi :
« Ce n’est pas le pouvoir qui corrompt, mais la peur : la peur de perdre le pouvoir pour ceux qui l’exercent, et la peur des matraques pour ceux que le pouvoir opprime… »
« Dans sa forme la plus insidieuse, la peur prend le masque du bon sens, voire de la sagesse, en condamnant comme insensés, imprudents, inefficaces ou inutiles les petits gestes quotidiens de courage qui aident à préserver respect de soi et dignité humaine. (...) Dans un système qui dénie l’existence des droits humains fondamentaux, la peur tend à faire partie de l’ordre des choses. Mais aucune machinerie d’État, fût-elle la plus écrasante, ne peut empêcher le courage de ressurgir encore et toujours, car la peur n’est pas l’élément naturel de l’homme civilisé. »
En juillet 1995, elle est libérée de sa détention surveillée. Cependant, il lui est interdit de quitter Rangoon afin de rendre visite à sa famille, au Royaume-Uni, sous peine de se voir refuser le droit de revenir en Birmanie. En 1997, son mari, Michael Aris, atteint du cancer de la prostate, se voit refuser le droit de rendre visite à sa femme par le gouvernement. Aung San Suu Kyi ne revoit jamais son mari avant sa mort, en 1999 ; autorisée par la junte à quitter le pays, l'opposante préfère ne pas se rendre aux obsèques de son époux par peur de ne pouvoir être autorisée à rentrer en Birmanie. Elle est par ailleurs toujours séparée de ses enfants, qui vivent au Royaume-Uni.
En 1996, en arrêtant un proche qui meurt en prison (affaire Nichols), la junte cherche à intimider Aung San Suu Kyi mais provoque un processus de sanctions internationales.
Elle se voit refuser le droit de rencontrer les membres de son parti plusieurs fois. En septembre 2000, elle est mise une fois de plus en maison d’arrêt. Le 6 mai 2002, après une négociation secrète entre les Nations unies et la junte militaire, elle est libérée.

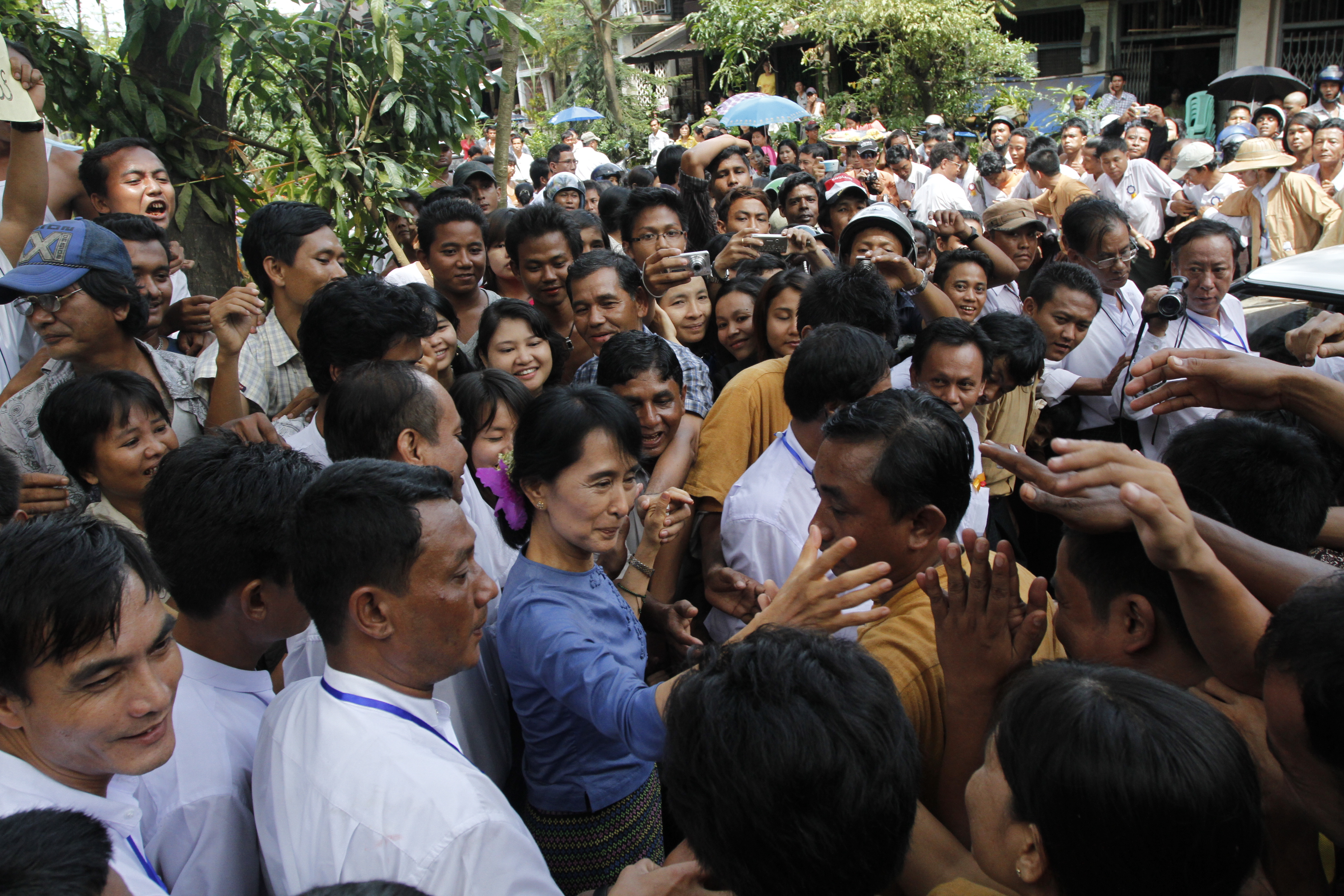
Aung San Suu Kyi entourée de ses partisans, en août 2011.

Mais, le 30 mai 2003, son convoi est attaqué dans le village de Depayin par un groupe paramilitaire payé par la junte au pouvoir. Beaucoup de ses partisans sont tués ou blessés durant cette embuscade. Suu Kyi réussit à s’échapper grâce à son chauffeur Ko Kyaw Soe Lin, mais est arrêtée un peu plus tard. Elle est alors à nouveau emprisonnée à la prison d'Insein à Rangoon. Elle est ensuite transférée en maison d’arrêt en septembre 2003 à cause de ses problèmes de santé et d’une hystérectomie.
En mars 2004, Razali Ismail, un envoyé spécial des Nations unies, rencontre Aung San Suu Kyi. Ismail a démissionné de son poste l’année suivante, en partie parce qu’il s’est vu refuser l’entrée en Birmanie par la suite. Le 20 mai 2006, Ibrahim Gambari, un autre envoyé spécial des Nations unies a pu rencontrer Suu Kyi, la première visite étrangère depuis 2004.
De façon régulière, la junte militaire birmane prolonge l'assignation à résidence de la chef de l’opposition en vertu de la loi de 1975 de la protection de l’État, qui permet d’emprisonner des « éléments destructeurs » de l'État pendant cinq ans sans jugement.
Le 19 juin 2006, Suu Kyi passe son 61e anniversaire en maison d'arrêt, sa ligne téléphonique est coupée, son courrier filtré et elle n'a pas accès aux soins médicaux qu'elle désire. Des manifestations sont organisées devant les ambassades birmanes. Le 14 mai 2007, un appel est lancé par une cinquantaine d'anciens dirigeants du monde entier pour la libération d'Aung San Suu Kyi.

#### Soutiens internationaux

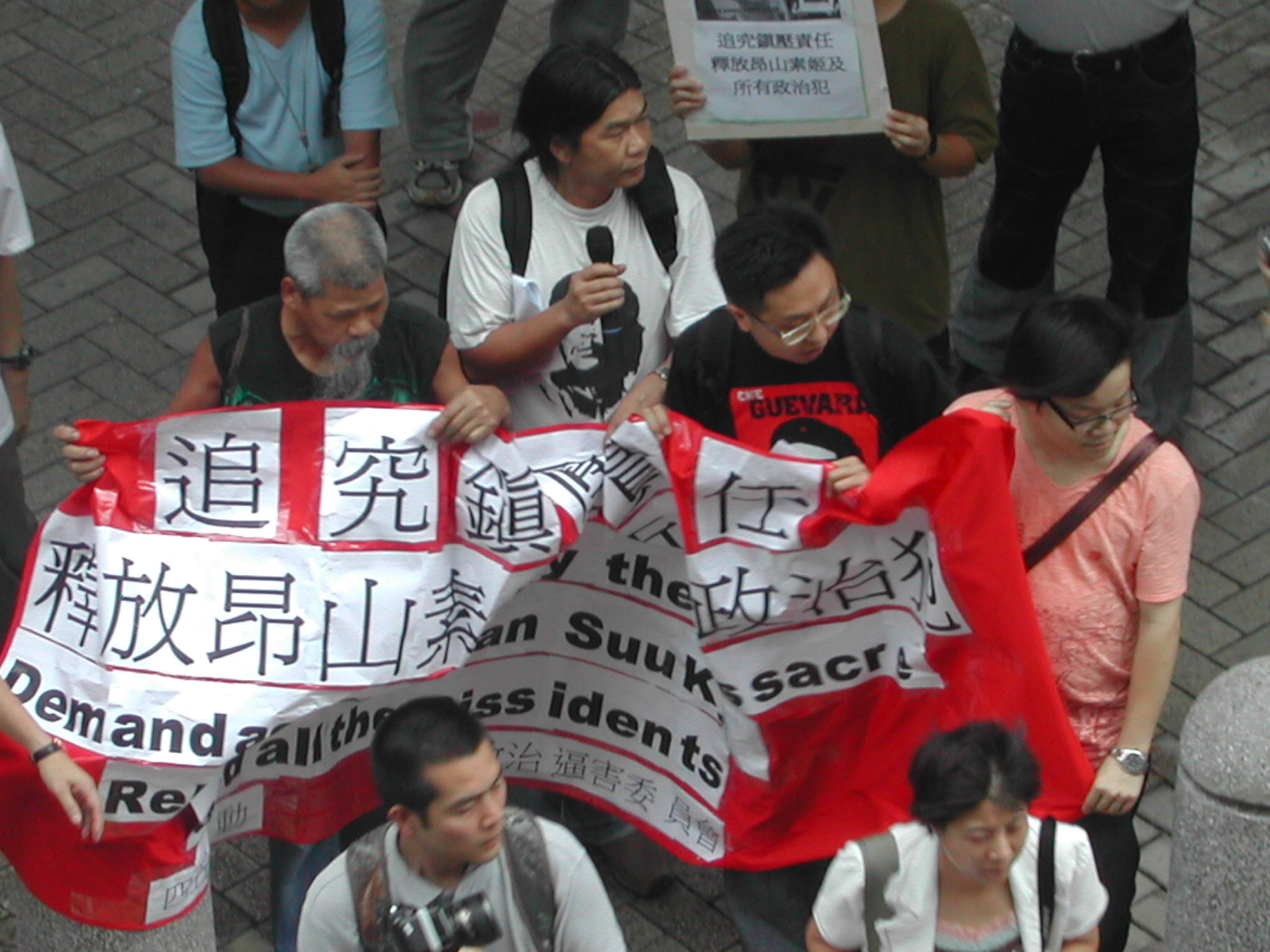
Manifestation pour la mise en liberté d'Aung San Suu Kyi, le 21 juin 2005.

Aung San Suu Kyi dispose d’un soutien assez important au Royaume-Uni et aux États-Unis, via la campagne pour une Birmanie libre (Free Burma Campaign).
En 1995, le film Rangoon, de John Boorman, évoque certains évènements autour d'elle.
En 2000, le groupe rock irlandais U2 a créé la chanson Walk On, dédiée à Aung San Suu Kyi. Walk On est interdite en Birmanie. D’autres groupes et artistes comme Coldplay, R.E.M., Wayne Shorter, Jane Birkin, Jim Carrey ou Damien Rice ont publiquement soutenu Suu Kyi.
Elle a reçu le prix « Free Your Mind (en) » (Libère ton esprit) par les MTV Europe Music Awards en 2003.
En 2004, plusieurs tentatives de pressions diplomatiques ont eu lieu de la part des États-Unis, des Nations unies et de plusieurs pays afin de libérer Suu Kyi.
Le Conseil de Paris l'a faite citoyenne d'honneur de la Ville de Paris en juin 2004 (cette citoyenneté lui étant par la suite retirée en décembre 2018, en raison de son silence lors de la crise des Rohingyas).
Le 17 juin 2005, plusieurs manifestations ont eu lieu devant les ambassades birmanes partout dans le monde à l’occasion du soixantième anniversaire de Suu Kyi.
Le magazine américain New Statesman élit en 2006 Suu Kyi « Hero of our time » (« héroïne de notre temps »). La même année, elle est classée comme la 47e femme la plus puissante au monde par le magazine Forbes. En 2012, elle est classée 19e.
En Belgique, l'université libre de Bruxelles et l'université catholique de Louvain (UCL, en 1998) lui ont décerné le titre de docteur honoris causa. Une pétition, soutenue notamment par le 14e dalaï-lama, a été lancée en Norvège en 2005. Il a rencontré la lauréate du prix Nobel de la paix une première fois le 19 juin 2012 à Londres et une seconde fois en République tchèque à Prague le 15 septembre 2013, en privé en marge du 17e Forum 2000, une conférence internationale,. Il lui écrit une lettre en août 2012 où il a dit être « profondément attristé » et rester « très préoccupés » par les violences infligées aux musulmans en Birmanie. Le 28 mai 2015, il l'appelle à nouveau à agir en tant que prix Nobel de la paix, remarquant qu'il ne « suffit pas » d’envisager d'aider les Rohingyas, remarquant un manque de compassion altruiste,. Le 11 septembre 2017, il écrit à nouveau à Aung San Suu Kyi l'appelant à trouver une solution pacifique à la crise des Rohingyas. Le 14 septembre, dix-huit personnalités parmi lesquelles des politiciens, des artistes et douze prix Nobel, ont adressée aux pays membres du Conseil de sécurité de l’Organisation des Nations-Unies une lettre afin d’évaluer la situation dans l’État d’Arakan.
Le 14 mai 2007, une lettre signée d'une cinquantaine d'anciens dirigeants du monde entier (dont Bill Clinton, Jimmy Carter et Jacques Delors) appelle la Birmanie à libérer Aung San Suu Kyi.
Initié par l'association Info Birmanie, un dialogue entre Aung San Suu Kyi et Stéphane Hessel a été enregistré en février 2011 par RFI, un évènement que Hessel attendait depuis 12 ans.

#### Manifestations de 2007
Le 22 septembre 2007, l'opposante birmane, assignée à résidence depuis 2003, est exceptionnellement sortie brièvement en pleurs de sa maison à Rangoun pour saluer des moines bouddhistes qui manifestent contre la junte militaire, pour la cinquième journée consécutive.

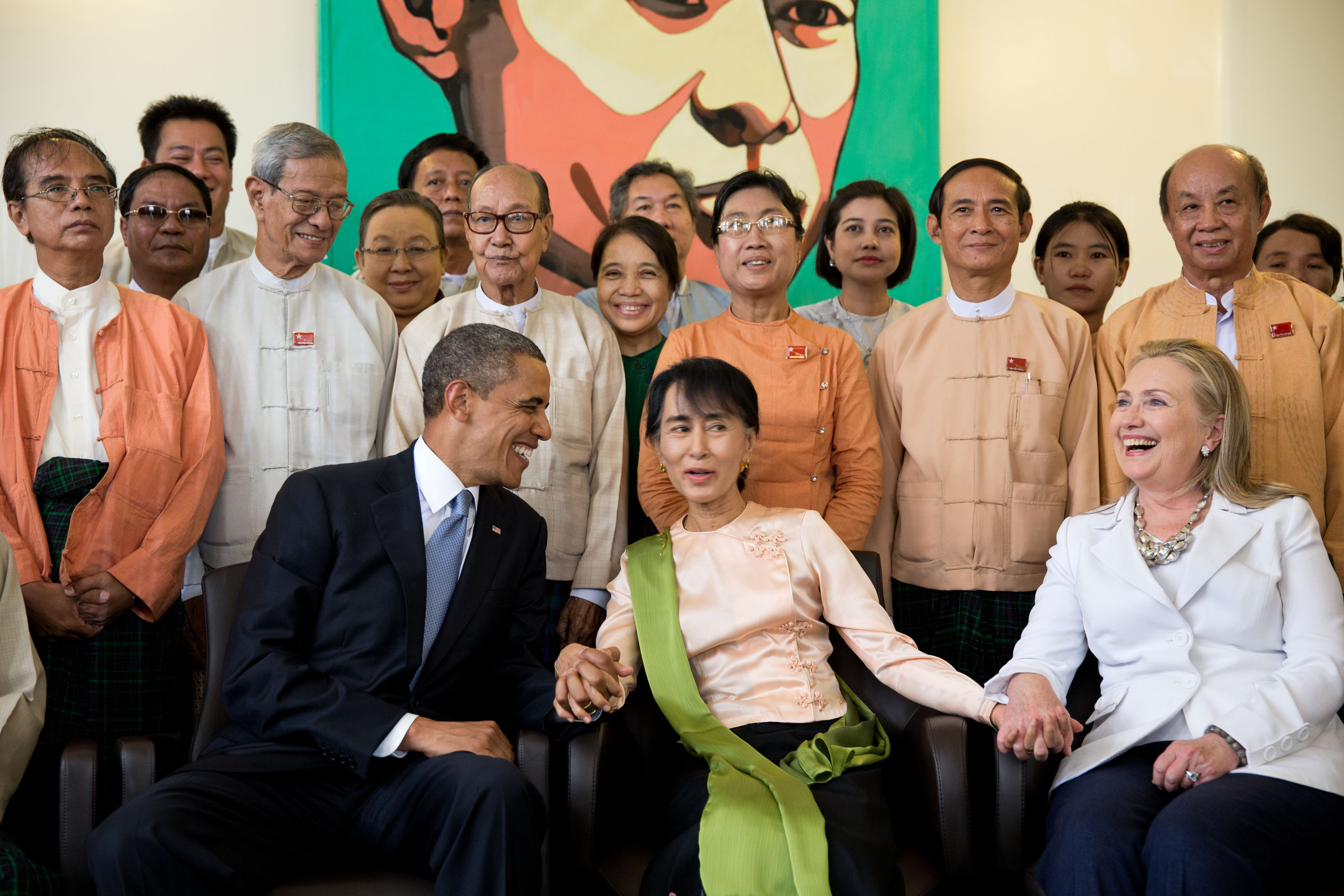
Aung San Suu Kyi avec Hillary Clinton et Barack Obama.

Le 24 septembre 2007, Aung San Suu Kyi est enfermée à la prison d'Insein. L'assignation à résidence expire le 27 mai 2007, mais est reconduite sans autre forme de procès pour un an, et l'est de nouveau le 27 mai 2008, totalisant ainsi sept ans d'assignation à résidence forcée.
À partir de 2008, des inquiétudes s'expriment quant à sa santé. Elle est à nouveau placée en détention le 7 mai 2009. Selon la secrétaire d'État française Rama Yade, l’arrestation d’Aung San Suu Kyi, accusée d’activité subversive à quelques jours de sa libération, est un « prétexte manifestement recherché pour l’écarter du processus électoral, d’autant plus que la LND, le parti politique d’Aung San Suu Kyi, est totalement laminé ». L’objectif du régime est de « tout mettre en place pour arriver aux élections législatives de 2010 sans gêne, sans entrave ».
Le 10 août 2009, Aung San Suu Kyi est condamnée à dix-huit mois de détention, ce qui la prive de tout moyen de participer à l'élection générale de 2010. L'Union européenne menace la junte birmane de sanctions, et la Malaisie a appelé à une réunion d'urgence de l'Association des nations de l'Asie du Sud-Est (ASEAN). L'opposante birmane a décidé de faire appel.
Son parti, la Ligue nationale pour la démocratie, boycotte les élections législatives de 2010, les premières depuis la victoire de 1990, et la participation est faible.

#### Libération

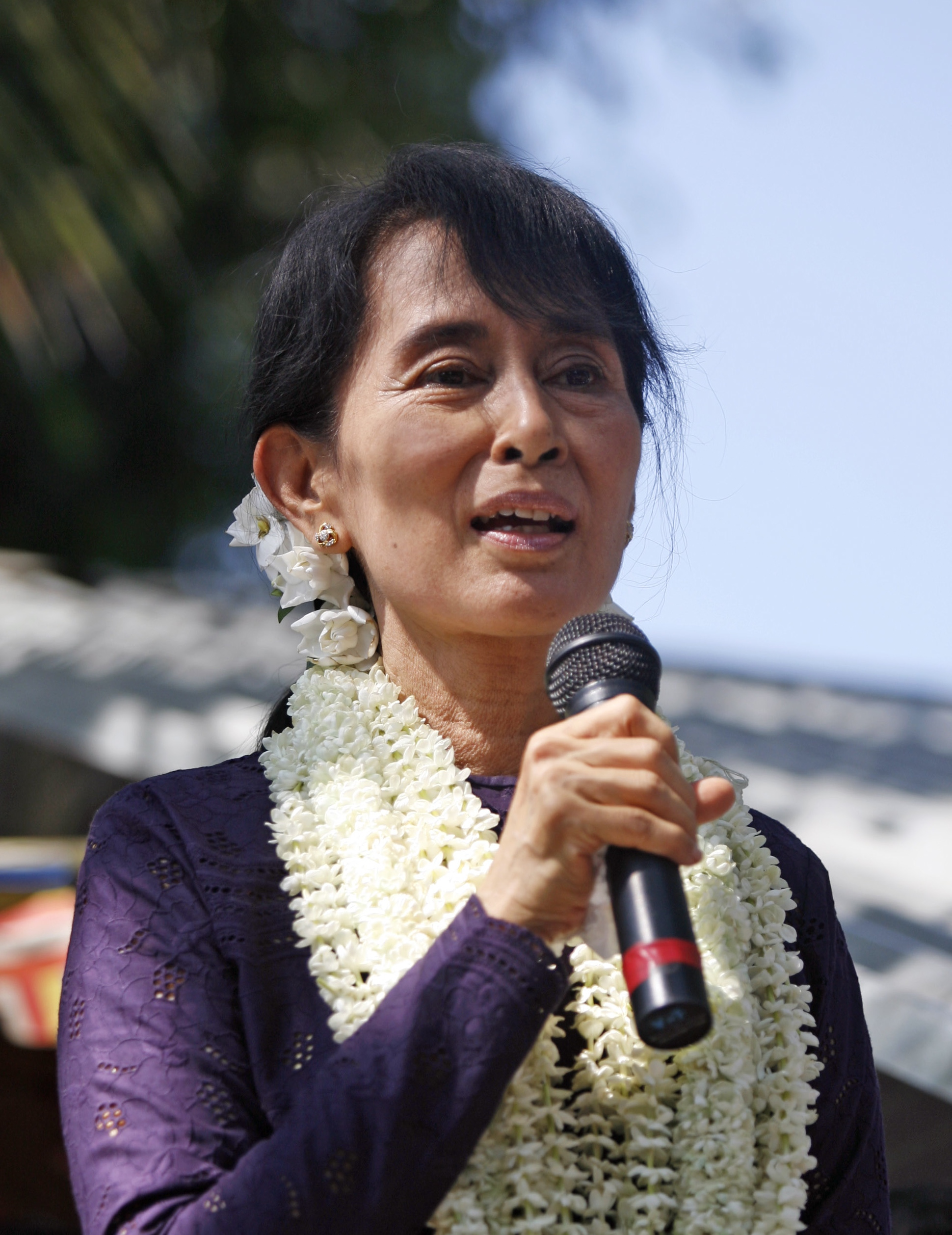
Aung San Suu Kyi en 2011.

Le 13 novembre 2010, la police birmane enlève les barrières posées devant la résidence d'Aung San Suu Kyi, permettant ainsi sa libération alors qu'elle a passé 15 des 21 dernières années en résidence surveillée,. Elle rencontre le président Thein Sein le 15 août 2011, et apporte son soutien à l'ouverture engagée par le pouvoir, qui prévoit notamment de libérer de nombreux prisonniers.

### Parlementaire
Ayant été autorisée à se présenter aux élections législatives partielles de 2012, elle a enregistré sa candidature le 18 janvier 2012. Le 1er avril 2012, elle remporte très largement le scrutin et obtient ainsi son premier mandat officiel : celui de députée. Son parti, la Ligue nationale pour la démocratie (LND), prétend avoir remporté au moins 43 sièges des 45 sièges en jeu et les résultats officiels portant sur 40 sièges indiquent que tous ceux-ci ont été remportés par la LND. Toutefois, le parti reste très minoritaire dans la chambre basse qui compte 435 sièges, et les prochaines élections générales ne sont prévues que pour 2015.
Refusant de prêter serment sur la Constitution à la date prévue, le 23 avril 2012, Aung San Suu Kyi accepte finalement de le faire le 2 mai 2012. Aung San Suu Kyi siège pour la première fois comme députée à la chambre basse du Parlement le 9 juillet 2012.
Pour la première fois depuis 28 ans, la nouvelle députée franchit les frontières de son pays, le 30 mai 2012, pour un séjour de six jours en Thaïlande où elle a assisté au Forum économique mondial sur l'Asie de l'Est, appelant à une amélioration de la justice en Birmanie, indispensable à des investissements étrangers bénéfiques. Elle a aussi rencontré de nombreux compatriotes dans la région de Bangkok et dans le camp de réfugiés de Mae La, où vivent de nombreux Karens. En juin 2012, elle effectue un tour d'Europe qui la conduit en Suisse, en Norvège, en Irlande, en Grande-Bretagne et en France. Son objectif est d'inciter l'Occident à soutenir la Birmanie sur la voie des réformes politiques et à favoriser son développement économique. Elle est reçue à Londres et Paris avec les honneurs réservés aux chefs d'État ; à Oslo elle reçoit, le 16 juin 2012, plus de vingt ans après son attribution, le Prix Nobel de la paix. Évoquant à la BBC les futures élections, elle se dit prête à diriger son pays.
Le 27 mars 2013, elle assiste à un défilé militaire aux côtés des généraux qui dirigent la junte birmane. Certains de ses soutiens, y compris dans le parti Ligue nationale pour la démocratie qu'elle dirige depuis 1988, regrettent cette position et reprochent à la députée de soutenir systématiquement
le gouvernement militaire.

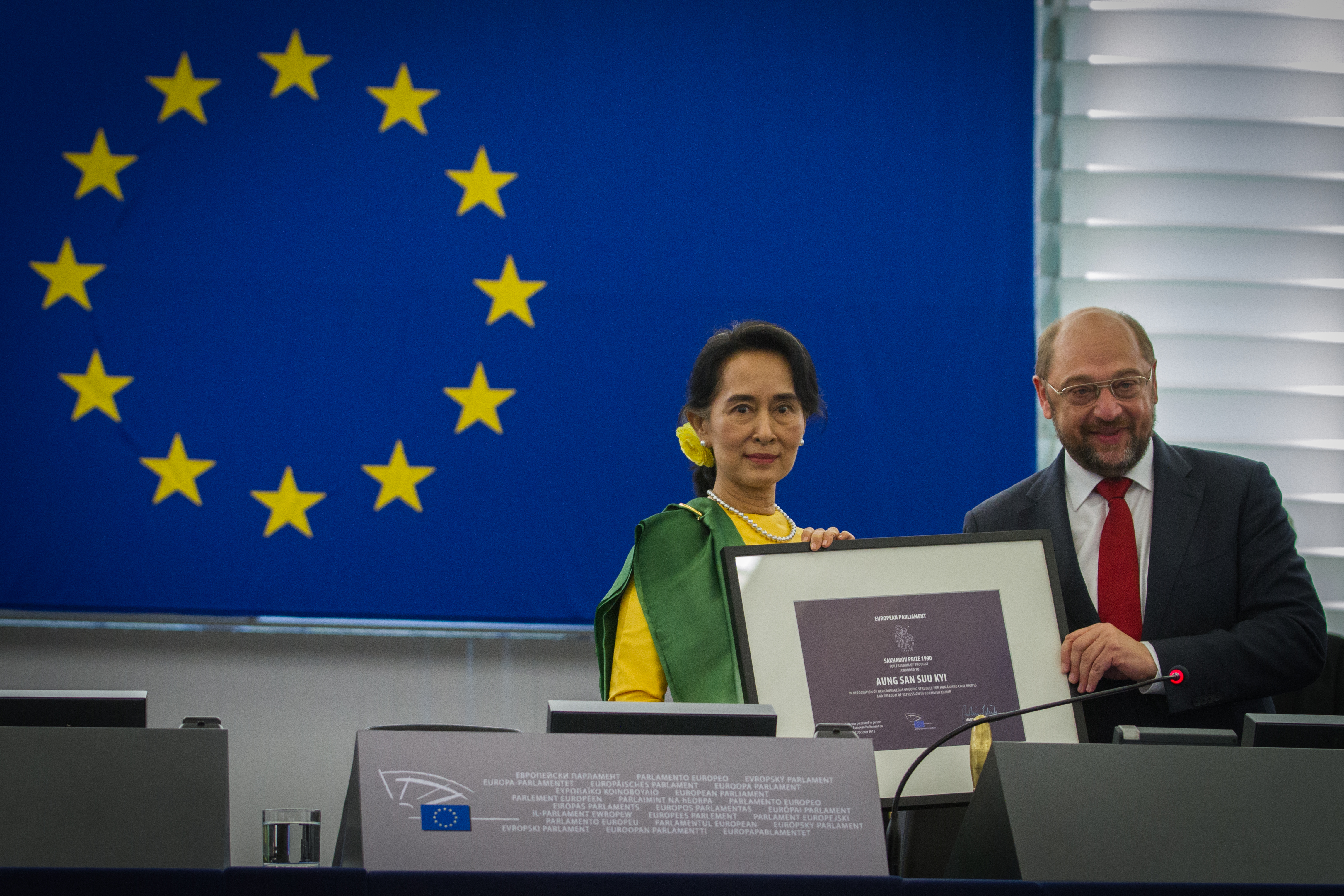
Remise du Prix Sakharov à Aung San Suu Kyi par Martin Schulz au Parlement européen à Strasbourg le 22 octobre 2013.

La minorité ethnique Kachin exprime sa méfiance envers Aung San Suu Kyi dès l'automne 2012, à la suite de la passivité de celle-ci alors que l'armée birmane refuse la négociation et réprime les indépendantistes kachin. En juin 2012, à la suite du meurtre d'une jeune bouddhiste, des violences inter-ethniques éclatent entre les communautés musulmane (Rohingyas) et bouddhiste de l'État d'Arakan. Des bouddhistes tiennent alors des discours haineux à l'encontre des Rohingyas. Aung San Suu Kyi refuse longtemps de réagir, afin de ne pas « attiser le feu d'un côté ou de l'autre ». Human Rights Watch publie, en avril 2013, un rapport accusant les autorités birmanes d'avoir amplifié les troubles et organisé, à partir d'octobre 2012, une « campagne de nettoyage ethnique » contre les musulmans. Dans un entretien postérieur à cette annonce, Aung San Suu Kyi refuse de condamner les violences contre les musulmans et nie fermement qu'un nettoyage ethnique ait eu lieu en Birmanie. Cette attitude lui vaut des critiques au sein de la presse internationale ou « L'auréole ternie d'Aung San Suu Kyi » ; de grands titres de la presse anglo-saxonne se montrent particulièrement cinglants, estimant que son attitude envers ces violences « fait froid dans le dos » et « méprise les droits humains au nom de la politique ».
Dans son livre Aung San Suu Kyi, l'Armée et les Rohingyas, l'ancien président de l'association Info Birmanie, Frédéric Debomy, a raconté la discussion qu'il avait eue avec Aung San Suu Kyi sur la question des Rohingyas le 26 septembre 2011 : elle évoquait alors la difficulté à faire évoluer les préjugés envers les Rohingyas « en une nuit » et la nécessité d'établir un État de droit « pour les Rohingyas comme pour les autres » tout en ne se prononçant pas sur leur citoyenneté. L'auteur rappelait qu'elle avait été à l'origine d'une commission consultative sur la situation dans l'État d'Arakan présidée par l'ancien secrétaire général des Nations unies Kofi Annan et que cette commission avait remis en 2017 des recommandations favorables au rétablissement des Rohingyas dans leurs droits. Aung San Suu Kyi, après avoir engagé son gouvernement à mettre en œuvre la plupart des recommandations de la commission, avait perdu la main sur le dossier, les attaques d'un groupe armé rohingya contre des postes de police ayant eu pour réponse les exactions massives de l'armée birmane contre les civils rohingyas.

### Succès aux élections législatives de 2015

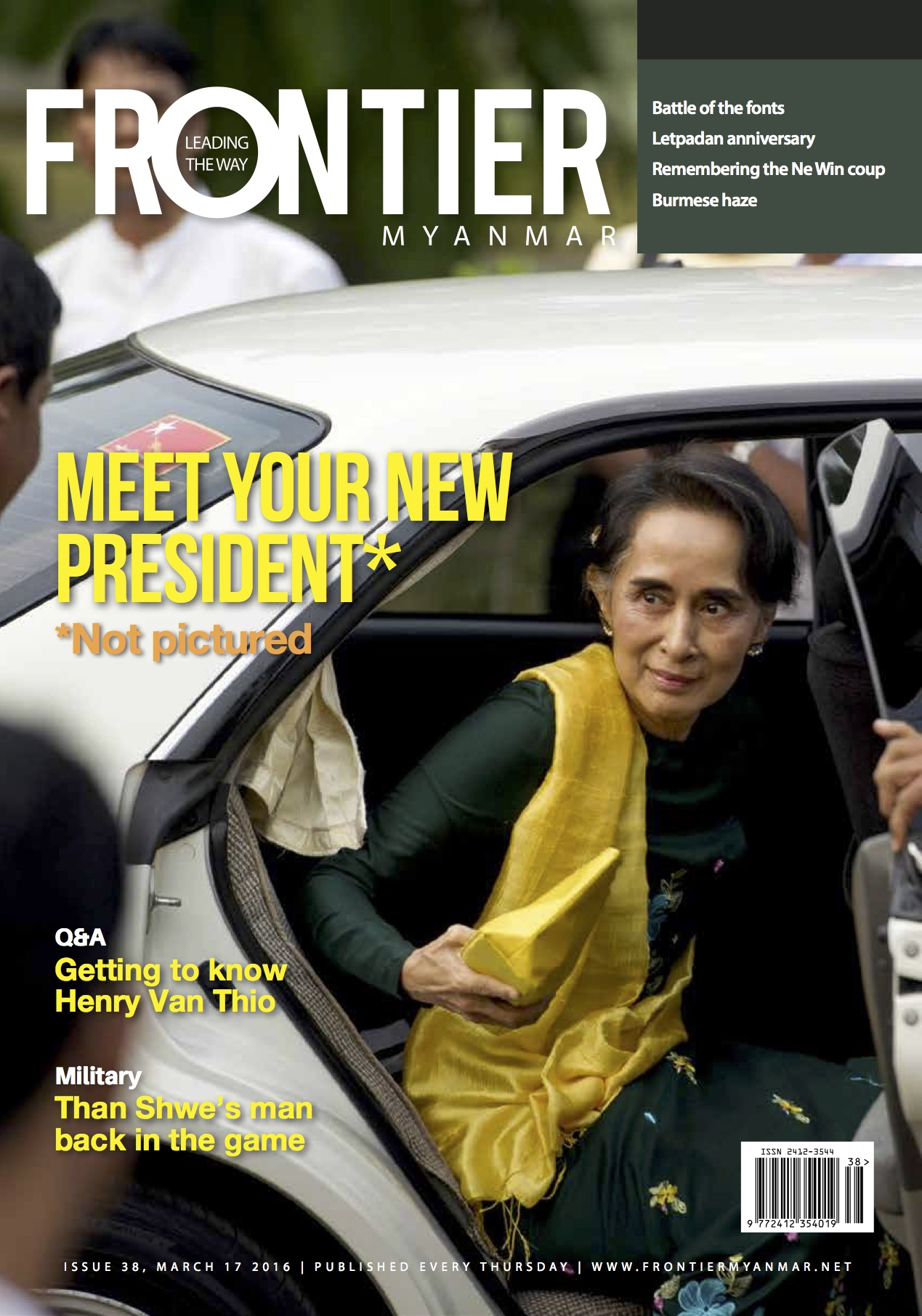
Aung San Suu Kyi à la une de Frontier Myanmar en mars 2016.

Son parti remporte les élections législatives de novembre 2015. Aung San Suu Kyi prépare alors une transition démocratique avec le président sortant, Thein Sein.
Lors de ces élections, le LND, exclut les musulmans de ses investitures, y compris les députés sortants, ce qui favorise l'élection d'un parlement sans aucun élu musulman pour la première fois depuis 1948.

### Impossibilité de briguer la présidence de la République
Aung San Suu Kyi annonce, le 6 juin 2013, son intention de se présenter à l'élection présidentielle de 2015. Lors de sa déclaration au Forum économique mondial sur l'Asie de l'Est, elle rappelle que la constitution birmane ne lui permet pas de se présenter. En effet, la constitution interdit à un Birman de se présenter s'il est marié avec un étranger : or, son époux, Michael Aris, était de nationalité britannique. Elle précise que pour qu'elle puisse se présenter à l'élection, la constitution doit être amendée.
En juin 2014, un comité parlementaire vote contre une modification de la constitution, qui aurait permis à Aung San Suu Kyi de se présenter. Fin novembre de la même année, le président du Parlement exclut toute modification de la Constitution pouvant permettre à Aung San Suu Kyi de se présenter en 2015 ; un référendum pourrait être organisé mais son résultat ne prendrait effet qu'après les élections.
Le Parlement birman élit, le 15 mars 2016, Htin Kyaw, proche d'Aung San Sui Kyi, à la fonction de président de la République du pays. Celui-ci est le premier chef de l'État élu démocratiquement depuis 1957,. Il entre en fonction le 1er avril 2016.

### Conseillère spéciale de l'État

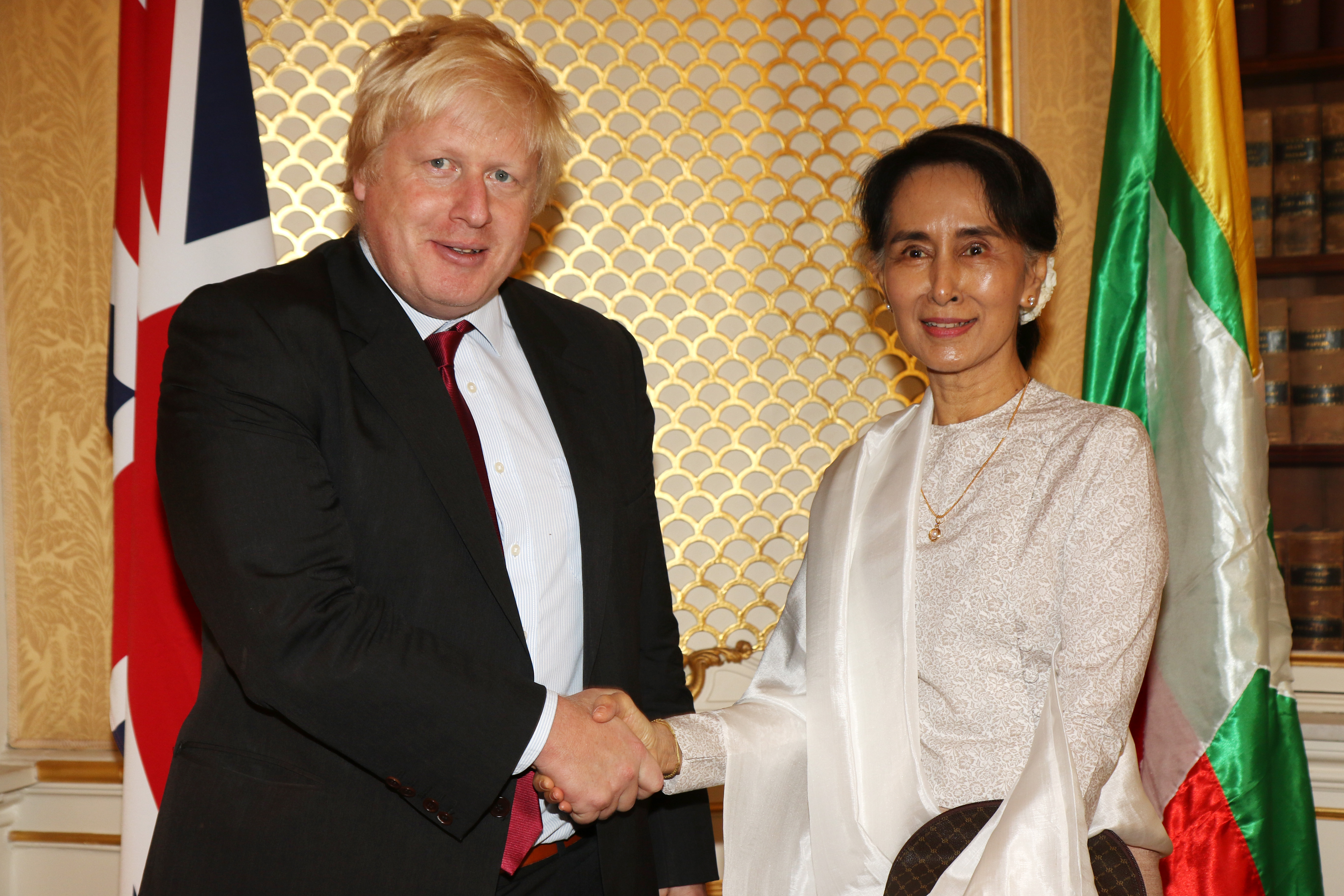
Aung San Suu Kyi avec Boris Johnson, en 2016.

#### Responsabilités gouvernementales
Ne pouvant pas être présidente de la République, Aung San Suu Kyi devient ministre mais cumule autant de pouvoirs qu’elle peut le faire, le président Htin Kyaw étant considéré comme un de ses plus fervents partisans. Elle est ainsi ministre des Affaires étrangères et brièvement ministre de l'Éducation, de l'Électricité et de l'Énergie. Elle est également ministre de la Présidence, un portefeuille qui lui permet de jouir d'un statut de « super-ministre », devenant le numéro un d'un gouvernement comptant 21 titulaires. Malgré le poids important de l'ancienne junte, qui pèse dans l'appareil d'État, elle est considérée comme la dirigeante de la Birmanie de facto.
Le 4 avril 2016, Aung San Suu Kyi renonce à deux ministères au sein du gouvernement, l'Éducation et l'Énergie, qu'elle cumulait au sein d'un super-ministère comprenant aussi les Affaires étrangères et les relations avec la Présidence. Elle est nommée conseillère spéciale de l'État et porte-parole de la Présidence. D'une durée de cinq ans, ce nouveau poste consiste à faire la liaison entre la Présidence et le Parlement, et permet à Aung San Suu Kyi d'avoir accès à l'Assemblée.

#### Influence persistante de l’armée
La Constitution de la Birmanie, écrite par l’armée et adoptée par référendum en 2008, attribue aux militaires trois ministères régaliens (Défense, Intérieur et Frontières) ainsi qu'une minorité de blocage au Parlement, avec 25 % des sièges leur étant réservés. Ces dispositions obligent Aung San Suu Kyi à faire de nombreux compromis politiques.
Après soixante ans de junte militaire, Aung San Suu Kyi se retrouve en difficulté afin de faire redémarrer le pays, la Birmanie manquant d'une classe intellectuelle et de cadres permettant de moderniser l'économie. Cependant, jusqu’en 2020 et la pandémie de Covid-19, elle bénéficie notamment de la levée des sanctions économiques internationales, avec une croissance annuelle de 7 % et de nombreux investissements occidentaux.
Ses politiques libérales menacent les conglomérats de l’armée, qui se montre ainsi réticente à l'ouverture à la concurrence de nombreux secteurs économiques.

##### Persécution des Rohingya
Malgré l'arrivée au pouvoir d'Aung San Suu Kyi, l'armée conserve un certain pouvoir dans le pays (un quart des sièges au Parlement et les ministères clefs), l'affaire des Rohingyas demeurant leur prérogative. Aung San Suu Kyi doit également composer avec le comité d'État de la Sangha Maha Nayaka, celui-ci développant avec l'armée un discours identitaire fort. Par ailleurs, depuis son indépendance en 1948, la Birmanie réprime ses minorités, et avant l'arrivée d'Aung San Suu Kyi au pouvoir, cela avait peu de résonance médiatique, ce que certains attribuent plus à la religion des victimes, musulmanes et non chrétiennes ou animistes, plutôt qu'à l'intensité des violences,.
En juillet 2016, l'ONU publie un rapport évoquant de possibles crimes contre l'humanité commis sous la mandature précédente. Dans la province d'Arakan, la minorité musulmane des Rohingyas est persécutée conjointement par la majorité bouddhiste et les autorités, avec une intensification des violences depuis 2012. De même que l'envoyée spéciale de l’ONU pour les droits humains en Birmanie Yanghee Lee, le Parlement européen demande à la nouvelle dirigeante d'intervenir,. Alors qu'Aung San Suu Kyi semble en retrait sur cette question, la communauté internationale espère qu'il s'agit de sa part d'un simple calcul politique pour remporter les élections de 2015,,. Mais après son arrivée au pouvoir en avril 2016, Aung San Suu Kyi se refuse toujours à utiliser le terme « Rohingya ». En mai, elle tance l'ambassade des États-Unis, puis le secrétaire d'État américain John Kerry, qui ont employé publiquement ce mot, celui par lequel cette minorité se désigne elle-même,. Le nouveau gouvernement birman, de même que les bouddhistes xénophobes, emploie le mot « Bengalis ». À la demande de Suu Kyi, son homologue français Jean-Marc Ayrault n'emploie pas publiquement le terme usuel en sa présence.
Pour l'anthropologue spécialiste de la Birmanie Alexandra de Mersan, le gouvernement d'Aung San Suu Kyi « a tenté de mener une première conférence de réconciliation nationale, invitant les ethnies, les groupes, les organisations pour discuter. Ce que n'ont jamais fait les militaires. Mais pendant ces discussions, les conflits continuaient à faire rage dans ces États », soulignant également que « sa marge de manœuvre est extrêmement réduite ». Par ailleurs, l'armée fait monter la pression sur ce sujet afin de démontrer l'incapacité d'Aung San Suu Kyi à le gérer.
En mars 2016, interviewée par Mishal Husain (BBC), elle s'emporte à la fin de l'entretien en déclarant : « personne ne m'a dit que je devais être interviewée par une musulmane »,.
À la suite d'une attaque armée commise par une organisation rohingya ayant tué neuf policiers, le 9 octobre 2016, une nouvelle vague de répression est lancée. Des ONG, comme Amnesty International et Human Rights Watch, dénoncent des exactions de grande ampleur des forces de sécurité birmanes : viols, arrestations arbitraires, tortures, exécutions sommaires, destructions de maisons et de villages, internement forcé dans des camps. La situation est principalement connue par les témoignages des réfugiés et les photos de satellites, car l'accès à la province est globalement interdit, y compris aux travailleurs humanitaires. Dans un premier temps, ces ONG jugent qu'Aung San Suu Kyi est « réticente ou se trouve dans l'incapacité » d'agir,. À l'étranger, ces exactions sont généralement qualifiées de « nettoyage ethnique », souvent de « crimes contre l'humanité », et parfois de « génocide », et Aung San Suu Kyi est accusée de passivité.
Après presque deux mois de répression, une interview de la dirigeante affirme que le gouvernement « a réussi à maintenir la situation sous contrôle et à l'apaiser » tandis que « la communauté internationale […] ne cesse d'attiser les feux de la rancune ». Le conseiller spécial de l'ONU pour la Birmanie, Vijay Nambiar, publie un communiqué lui demandant personnellement un changement de cap. De son côté, Zeid Ra'ad Zeid Al-Hussein, haut commissaire aux droits humains, affirme que les positions du gouvernement birman sont « des vues à court-terme, contre-productives et sans cœur » et ne respectent pas « les obligations des lois internationales des droits humains »,. Le 29 décembre 2016, onze lauréats du prix Nobel de la paix signent, avec d'autres lauréats du prix Nobel, une lettre ouverte aux Nations unies pour demander l'arrêt du « nettoyage ethnique et des crimes contre l'humanité ». Ils dressent un parallèle avec de précédents génocides, expriment leur « frustration » contre Aung San Suu Kyi, et soulignent sa « responsabilité » dans ces exactions de masse,. Desmond Tutu, qui avait soutenu Suu Kyi lors de son silence sur les Rohingya en 2012-2013, figure parmi les signataires.
Après une nouvelle vague d'exactions de l'armée qui commence en août 2017, Aung San Suu Kyi sort de son silence le 6 septembre 2017, en accusant la communauté internationale et les médias étrangers d'avoir un parti pris pro-rohingya. Lors d'un échange téléphonique avec le président turc, Recep Tayyip Erdogan, qui avait fait part de ses inquiétudes sur le sort de la minorité musulmane, elle affirme : « Ce genre de fausse information est seulement la partie émergée d'un énorme iceberg de désinformation créé pour générer des problèmes entre les différentes communautés et promouvoir les intérêts des terroristes ». Elle est cependant soutenue par la Chine, alors que le Premier ministre indien appelle à « l'unité et à l'intégrité territoriale » de la Birmanie et partage l'inquiétude de cette dernière sur « la violence extrémiste » concernant les policiers attaqués par des Rohingya. Pour le leader républicain au Sénat américain Mitch McConnell, « le chemin de la Birmanie vers un gouvernement n'est absolument pas garanti, ni achevé. Attaquer le seul dirigeant politique qui œuvre pour étendre le champ de la démocratie dans le pays pourrait miner cet objectif à long terme »,.
Le 8 septembre 2017, Desmond Tutu lui adresse une nouvelle lettre ouverte dans laquelle il écrit notamment « Si le prix politique à payer pour votre accession à la plus haute charge publique du Myanmar est votre silence, alors ce prix est certainement trop élevé ».
Le 19 septembre 2017, devant la pression internationale, elle affirme que la Birmanie se prépare à organiser le rapatriement de 410 000 Rohingyas réfugiés au Bengladesh, mais met en doute la réalité des persécutions,. Le même jour, Amnesty International critique le discours d'Aung San Suu Kyi, qui selon l'ONG « démontre qu'elle-même et son gouvernement préfèrent fermer les yeux sur les violences. Certains passages n'étaient rien de plus qu'un tissu de mensonges et de faute rejetée sur les victimes. Des preuves accablantes témoignent de ce que les forces de sécurité sont engagées dans une campagne de nettoyage ethnique ».
Alors qu'Aung San Suu Kyi bénéficiait jusque-là d'une aura internationale et d'un statut d'icône, l'épisode des Rohingyas participe à ternir son image. En 2017, des distinctions lui sont retirées en raison de son « inaction ». Ainsi, le conseil municipal d'Oxford lui retire à l'unanimité son attribution symbolique des clés de la ville et le St Hugh's College, où Aung San Suu Kyi fut étudiante, retire son portrait. Le conseil de la ville de Dublin lui retire également sa distinction.
En raison de son inaction dans la crise des Rohingyas, l'université d'Oxford a retiré son portrait de ses murs, l'université catholique de Louvain a retiré son nom d'une de ses chaires, et le Musée de l’Holocauste de Washington a retiré son prix décernée à la dirigeante birmane pour son combat contre la dictature et en faveur des libertés,,,.
En réponse à une question d'Associated Press (AP) à propos d'un éventuel retrait du Prix Nobel pour Aung San Suu Kyi, le président en exercice du Comité Nobel affirme qu'« il est impossible de retirer son prix à un ou une lauréate du Prix Nobel de la Paix ». Le correspondant du Monde en Asie, Bruno Philip, regrette que la fascination dont faisaient auparavant preuve les médias occidentaux à son égard était béate et sans nuance, évacuant la complexité du caractère de la femme politique. Elle se voit retirer en 2018 plusieurs de ses distinctions à l'international, notamment sa nationalité honorifique canadienne et sa fonction d'ambassadrice d'Amnesty International,.
Le 13 septembre 2018, au sujet de journalistes de Reuters condamnés pour avoir enquêté sur les opérations de l'armée birmane, et dont la libération a été réclamée par les ONG et l'ONU, elle défend leur condamnation, affirmant que ceux-ci peuvent faire appel de la décision, le pays étant un État de droit. Au sujet du cas des Rohingyas, qualifié de « génocide » par les Nations unies, elle affirme que la situation « aurait pu être mieux gérée ».

#### Large victoire aux élections de 2020
Des élections législatives se tiennent le 8 novembre 2020. Sur les 1 117 sièges en jeu, la LND d’Aung San Suu Kyi en remporte 82 % (920 élus, soit 61 de plus qu’en 2015) alors que le Parti de l'union, de la solidarité et du développement de l’ancien général Than Htay en obtient seulement 6 % (71 sièges, en baisse de 117). L’armée estime que ces résultats sont frauduleux.

#### Coup d'État et arrestation
Le 1er février 2021, à la surprise générale, Aung San Suu Kyi est arrêtée par l'armée dans le cadre d'un coup d'État. Le président de la République, Win Myint, membre de son parti, est également renversé. L’arrestation de la présidente de la LND est justifiée par la violation d’une obscure règle commerciale et de prétendues fraudes lors des dernières élections législatives, où les trois partis favorables à l’armée cumulent moins de 20 % des suffrages exprimés.
Plusieurs autres dirigeants de la LND sont placés en détention dans la foulée. Le 5 février, Win Htein, 79 ans, très proche d’Aung San Suu Kyi, est arrêté. Au total, l'Association d'assistance aux prisonniers politiques, une ONG basée à Rangoun, fait état de l’arrestation de quelque 150 responsables politiques et militants,.
Les militaires instaurent l'état d'urgence pour un an et promettent l’organisation d’élections. Une grande partie de la communauté internationale dénonce le coup d’État et les arrestations, alors que la Chine et la Russie, qui disposent d’un droit de veto au Conseil de sécurité de l’Organisation des Nations unies (ONU), refusent l’ingérence dans les affaires intérieures du pays.
Sophie Boisseau du Rocher, chercheuse associée au Centre Asie de l’Institut français des relations internationales estime que « L’armée n’a jamais envisagé une vraie transition politique. Elle voulait encadrer le processus pour en tirer parti. Aung San Suu Kyi a réussi à contourner ces contraintes car à l’origine elle n’avait pas de liberté de pouvoir. Elle représente désormais un vrai risque [pour les militaires] car avec 82 % des sièges à l’Assemblée, le nouveau gouvernement pourra faire avancer la réforme constitutionnelle. ». Pour François Robinne, anthropologue et directeur de recherche au CNRS, « ce coup d’État n’est pas une question personnelle, même si les Birmans portent Aung San Suu Kyi aux nues : ce coup d’État est une question constitutionnelle. Il y a eu deux élections récemment, en 2015 et 2020. En 2015, le peuple a porté Aung San Suu Kyi au pouvoir. En 2020, c’est un peu différent : le peuple a voté contre le pouvoir militaire. ».

### Nouvelle période d’emprisonnement
Le 5 février 2021, quatre jours après le coup d’État, la Ligue nationale pour la démocratie annonce qu’Aung San Suu Kyi est assignée à résidence à Naypyidaw. Elle n’est pas autorisée à recevoir des visites, y compris de ses avocats
Pour protester contre le renversement de dirigeants élus et l’arrestation d’opposants, un mouvement de désobéissance civile éclate. D’importantes manifestations se tiennent dans le pays, tandis que des grèves d’envergure paralysent l’économie birmane en pleine pandémie de Covid-19. En parallèle, des opposants forment un gouvernement de résistance à la junte militaire. En réaction, les autorités coupent ou suspendent l’accès aux réseaux sociaux et répriment la contestation : début juin 2021, au moins 847 civils, dont des enfants, ont été tués, tandis que 5 700 personnes ont été emprisonnées,.
Outre le reproche initial de non-respect d’une disposition commerciale, d’autres chefs d’inculpation sont retenus contre Aung San Suu Kyi au fil des mois : mauvaise gestion de « catastrophes naturelles » (en l’occurrence la pandémie de Covid-19) ; viol d'une loi sur les télécommunications ; « incitation aux troubles publics » ; « détention illégale de talkie-walkie »,. La junte affirme également qu’elle a touché 550 000 dollars de pots-de-vin d’un homme d’affaires, sans pour autant l’inculper pour corruption,. Son procès commence le 1er mars 2021.
Le 6 décembre 2021, lors d'un procès à huis clos devant un tribunal spécial de Naypyidaw, elle est condamnée à quatre ans d’emprisonnement pour incitation aux troubles publics et violation des règles sanitaires liées à la Covid-19,. À la suite de protestations au niveau international, sa peine est réduite à deux ans.
Le 30 décembre 2022, à l'issue d'un très long procès elle est condamnée à 33 ans de prison. Selon certaines sources elle serait en bonne santé et pourrait passer une grande partie de sa peine en résidence surveillée.
Le 31 juillet 2023, la junte au pouvoir la gracie partiellement, réduisant sa peine de prison à 27 ans sur les 33 ans initiaux. Elle est ainsi graciée de 5 de ses 19 condamnations.

## Détail des mandats et fonctions
- 6 avril 2016 – 1er février 2021 : conseillère spéciale de l'État et porte-parole de la présidence de la République de l'Union de Birmanie
- 30 mars 2016 – 1er février 2021 : ministre des Affaires étrangères et de la Présidence
- 30 mars – 6 avril 2016 : ministre de l'Éducation, de l'Énergie et de l'Électricité
- 2 mai 2012 – 30 mars 2016 : députée (élue dans la circonscription de Kawhmu)
- depuis le 18 novembre 2011 : présidente de la Ligue nationale pour la démocratie
- 27 septembre 1988 – 18 novembre 2011 : secrétaire générale de la Ligue nationale pour la démocratie

## Prix

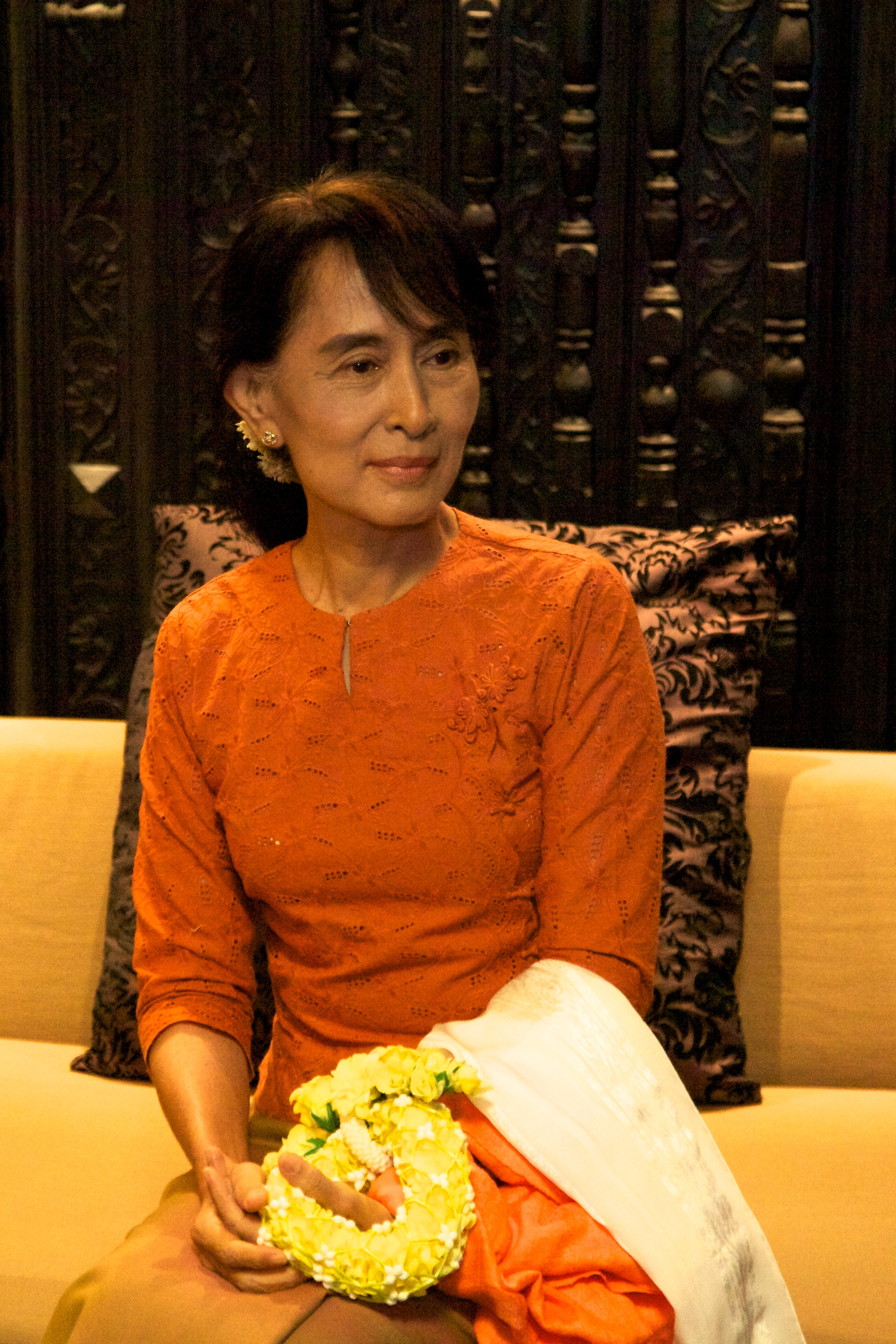
Aung San Suu Kyi au Forum économique mondial pour l'Asie du Sud Est, en 2012.

- 1990 : prix Rafto décerné par la Fondation Rafto pour les droits de l’homme
- 1990 : prix Sakharov pour la liberté de pensée
- 1991 : prix Nobel de la paix (reçu le 16 juin 2012, à Oslo)[123]
- 1994 : doctorat honoris causa de la Vrije Universiteit Brussel
- 1998 : doctorat honoris causa de l'université catholique de Louvain
- 2000 : médaille présidentielle de la Liberté
- 2003 : prix Alghero Donna
- 2004 : citoyenne d'honneur de Paris (retiré en 2018)[124]
- 2005 : prix Olof Palme
- 2007 : membre d'honneur du groupe des Global Elders, une ONG créée par Nelson Mandela afin de promouvoir la paix et les droits de l'homme dans le monde
- 2007 : citoyenne d'honneur du Canada (retiré en 2018)[106]
- 2008 : prix international de Catalogne
- 2009 : prix Ambassadrice de la conscience décerné par Amnesty International (retiré en 2018)[125]
- 2012 : commandeur de l'ordre de la Légion d'honneur française
- 2012 : prix Elie Wiesel du United States Holocaust Memorial Museum (retiré en 2018)[126]

## Œuvres
Aung San Suu Kyi a écrit plusieurs ouvrages, seule ou en collaboration :
- Se libérer de la peur (avec Michael Aris), Des femmes-Antoinette Fouque, 1991  (ISBN 2-7210-0423-9)
- Nationalisme et littérature en Birmanie, Éditions Olizane, 1996  (ISBN 2-88086-149-7)
- La Voix du défi, Stock, Paris, 1996, 373 p.  (ISBN 9782234045590)
- Ma Birmanie (avec Alan Clements), Pluriel, Paris, 2012 (nouvelle édition revue et actualisée)  (ISBN 978-2-8185-0269-3)
- Résistances (avec Stéphane Hessel et Info Birmanie, sous la direction de Frédéric Debomy), Don Quichotte, 2011  (ISBN 2359490427)

## Dans la culture
- Aung San Suu Kyi, Rohingya et extrémistes bouddhistes, Massot éditions, 2020, bande dessinée de Frédéric Debomy et Benoît Guillaume, sur son attitude face à l'extrémisme bouddhiste et à la persécution des Rohingya (voir Génocide des Rohingya).

### Filmographie
- Son pays est une prison, documentaire de François Rosolato, Paris-Barcelone Films, 2004, 77 min (DVD)
- The Lady, film biographique franco-britannique réalisé par Luc Besson, produit par Europa Corp, 2011, 127 min